# Zilverling
Een zilverling is een aanduiding voor een zilveren munt. Het woord is van Duitse oorsprong: het woord 'Silberling' komt voor in de Bijbelvertaling van Maarten Luther en is via de tussenstap van de Liesveldtvertaling in de Statenbijbel terechtgekomen, die sterke invloed heeft gehad op de Nederlandse taal.
Het woord 'zilverling' wordt vooral in verband gebracht met de prijs van het verraad van Judas Iskariot zoals dat in de Bijbel verteld wordt: Jezus Christus zou aan de Joodse geestelijk leiders zijn overgeleverd voor dertig zilverlingen door zijn ontrouwe volgeling Judas. Deze kreeg wroeging, bracht het geld terug naar de tempel en toen de Joodse priesters het niet wilden aannemen, smeet hij het op de tempelvloer en maakte een eind aan zijn leven. De priesters wilden dit bloedgeld niet behouden, omdat de joodse wet dat verbood, en gebruikten het daarom om een veld te kopen dat moest dienen om er overleden vreemdelingen te begraven. Dat is de enige indicatie van de waarde van de 'dertig zilverlingen'.
Het staat niet precies vast om welke munt het in het Bijbelverhaal gaat, maar het enige geld dat in de Joodse tempel gebruikt mocht worden was de sjekel, ook wel 'sikkel' genoemd, een zilveren munt van ongeveer 14 gram - en de halve sjekel. Het betreft hier dan de Joodse variant van de Tyrische sjekel uit de hellenistische tijd, die onder de Romeinse overheersing tussen 18 v.Chr. en 65 n.Chr. in Jerusalem geslagen werd. Het muntbeeld was een grove imitatie van de Tyrische sjekel met de toegevoegde Griekse letters KAP of KP (kappa-alfa-rho voor 'kaisar' ofwel keizer).